# Saison 1981 de l'ATP

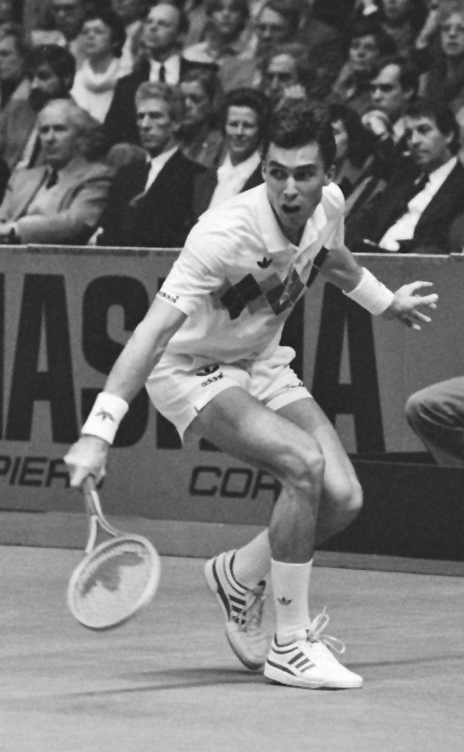
Ivan Lendl, 2e au classement ATP 1981

Résultats des principaux tournois de tennis organisés par l'ATP en 1981. 

## Résultats
| Date  | Tournoi         | Tournoi | Dotation  | Surface     | Vainqueur    | Vainqueur | Finaliste        | Finaliste | Score                   | Tableau |
| ----- | --------------- | ------- | --------- | ----------- | ------------ | --------- | ---------------- | --------- | ----------------------- | ------- |
| 25/05 | Roland-Garros   |         | $ 450 000 | Terre       | Björn Borg   |           | Ivan Lendl       |           | 6-1, 4-6, 6-2, 3-6, 6-1 | Tableau |
| 22/06 | Wimbledon       |         | $ 450 000 | Herbe       | John McEnroe |           | Björn Borg       |           | 4-6, 7-6, 7-6, 6-4      | Tableau |
| 31/08 | US Open         |         | $ 400 000 | Dur         | John McEnroe |           | Björn Borg       |           | 4-6, 6-2, 6-4, 6-3      | Tableau |
| 21/12 | Australian Open |         | $ 400 000 | Herbe       | Johan Kriek  |           | Steve Denton     |           | 6-2, 7-6, 6-7, 6-4      | Tableau |
| 11/01 | Masters         |         | $ 400 000 | Synthétique | Ivan Lendl   |           | Vitas Gerulaitis |           | 6-7, 2-6, 7-6, 6-2, 6-4 | Tableau |

## Classement final ATP 1981
| N° | Joueur           | Pays | Évolution     |
| -- | ---------------- | ---- | ------------- |
| 1  | John McEnroe     |      | +1            |
| 2  | Ivan Lendl       |      | +4            |
| 3  | Jimmy Connors    |      | en stagnation |
| 4  | Björn Borg       |      | −3            |
| 5  | José Luis Clerc  |      | +3            |
| 6  | Guillermo Vilas  |      | −1            |
| 7  | Gene Mayer       |      | −3            |
| 8  | Eliot Teltscher  |      | +2            |
| 9  | Vitas Gerulaitis |      | en stagnation |
| 10 | Peter McNamara   |      | +10           |
| 11 | Roscoe Tanner    |      | +3            |
| 12 | Yannick Noah     |      | +11           |
| 13 | Johan Kriek      |      | +5            |
| 14 | Sandy Mayer      |      | +38           |
| 15 | Balázs Taróczy   |      | +4            |
| 16 | Brian Teacher    |      | −4            |
| 17 | Víctor Pecci     |      | +18           |
| 18 | Wojtek Fibak     |      | −3            |
| 19 | Brian Gottfried  |      | −8            |
| 20 | Mark Edmondson   |      | +82           |